# Joan Garcés
Joan E. Garcés Ramón (Liria, Valencia, 1944) es un doctor en ciencias políticas, licenciado en derecho y profesor de relaciones internacionales.

## Vida
Licenciado en Derecho por la Universidad Complutense (1966); Diplôme d'Etudes Supérieures en Sciences Politiques y Doctor por la Fondation National de Sciences Politiques de Paris -Sciences Po- y Sorbona (1967, 1970), cuya tesis planteaba que Salvador Allende se podría transformar en presidente de Chile en 1973, el primer mandatario socialista electo en el mundo.
Para realizar su tesis, viajó a Chile en 1968, cuando conoció a Allende. Tras ser electo presidente, le pide que se quede en país y se transforma en uno de sus asesores más cercanos, entre julio de 1970 y el 11 de septiembre de 1973. Garcés estuvo en el palacio presidencial La Moneda el día del golpe de Estado contra Allende, sin embargo, el mandatario le pidió que se fuera para que "le contara al mundo sobre la Unidad Popular". Unos meses después, en París, fue la primera persona en contar que ese 11 de septiembre Allende iba a llamar a un referéndum ratificatorio. También fue director general de la UNESCO en 1974.
En 1974 formó parte del equipo personal de François Mitterrand en las elecciones a la Presidencia de la República francesa como Candidato del Programa Común de las Izquierdas.
Cofundador en 1966 de la Federación de Partidos Socialistas de España y del Partit Socialista del País Valencià como miembro de aquella, y en 1979 de la corriente de opinión Izquierda Socialista en el PSOE, de la que fue elegido portavoz junto con Luis Gómez Llorente, Francisco Bustelo, Fernando Morán y Manuel Turrión entre el 28.º Congreso y el Congreso Extraordinario de 1979. En 1981 dimitió de todos los cargos en que había sido elegido en el PSOE por la presunta implicación de miembros de su Ejecutiva en la variante del general Alfonso Armada en el golpe de Estado del 23 de febrero de 1981.
Entre 1967 y 1970 ha sido Profesor de las Universidades Complutense y Autónoma de Madrid (España), Lovaina (Bélgica), Los Andes (Colombia) y la Facultad Latinoamericana de Ciencias Políticas (Chile). Investigador titular de la Fondation Nationale des Sciences Politiques de París (1974-1977), Visiting-Fellow del Institute for Policy Studies de Washington D. C. (1988-1990). 
En 1999 recibió en el Parlamento de Suecia el llamado Premio Nobel Alternativo concedido desde 1980 por la Right Livelihood Awards Foundation.
En 2000 ha sido conferenciante invitado en las Universidades Iberoamericana y Nacional Autónoma de México; Notre Dame University (Facultad de Derecho, Indiana, EE. UU.); Universidad de Chicago (Centro de Programas para Estudios Internacionales); Kent Law School del Illinois Institute of Technology, Chicago; Orador principal en la Recepción anual del Midwest Light of Human Rigths (Heartland Alliance), Chicago.
En 2001 el presidente de la República francesa le nombró Officier de l'Ordre Nationale du Mérite.
En 2002 ha pronunciado  conferencias en California (EE. UU.): en la Golden Gate University Law Schooll; San Francisco Lawyers Guilt de San Francisco; la California State University, Santa Cruz, San Bernardino y Los Ángeles; en la California State Politechnic University, Pomona, Los Ángeles; el Occidental College, Eagle Rock, Los Ángeles.
Profesor invitado o Ponente entre otros centros de estudio en la Universidad de Sevilla (1966); el Saint Anthony’s College de Oxford (1969); Universidad Central de Venezuela, Caracas (1970 y 1981); Institute for Policy Studies de Washington D. C., Transnational Institute de Ámsterdam y Univ. Catalana d’Estiu (1974); Fondation Nationale des Sciences Politiques, París (1979); Leopold Kohr Akademie, Schatzkammer Land Salzburg, Saalzburger Volkskultur y Université of Nanterre, CEDIN (2000); la American University College of Law (Md., EE. UU., 2001 y 2004); Universidad de Alcalá y University of London (2001);  Universidad Complutense de Madrid (2000, 2005 y 2008); Columbia University School  of International & Public Affairs y Univ. Autònoma de Barcelona (2002); Univ. Pompeu Fabra de Barcelona (2005);  Subcommittee on Human Rights del Parlamento Europeo, Bruselas, University of South Florida (Institute for the Study of Latina America and the Caribbean, Tampa, Flo. (2006); Universidad Internacional Menéndez Pelayo y Universitat de València (2008); Universidad Carlos III de Madrid y Universitat de Lleida (2009); Consejo General del Poder Judicial (2010); Université Michel de Montaigne, Bordeaux (2012); Sorbonne, París, Université Libre de Bruxelles, Universidad Nacional de Educación a Distancia (2013); Universidad de La Paz, Costa Rica,  Universidad de Lancaster, Universidad de Londres, Birbeck College, y  Texas University School of Law (2014); Universidad de Alicante (2015); European Center for Constitutional Rights, Berlín (2013, 2016).

## Casos Pinochet, Riggs Bank y Diario Clarín
Joan E. Garcés ha iniciado en 1996 y dirigido un equipo plurinacional de diez abogados, representando a cerca de 4.000 víctimas en más de 3.000 casos de asesinatos, desapariciones forzadas y torturas en el proceso seguido contra Augusto Pinochet en España, Inglaterra y Francia, cuya detención en Londres a fines de extradición solicitó y obtuvo entre octubre de 1998 y marzo de 2000. En 2005 logró que el Riggs Bank de Washington indemnizara en más de ocho millones de dólares a las víctimas de Pinochet por blanquear capitales de éste.  
Garcés solicitó en 1997 a la administración de EE. UU. desclasificar documentos relacionados con los crímenes de Pinochet, la que fue ordenada el 28 de enero de 1999 por el presidente Bill Clinton. 
Desde 2009 ha coordinado acciones judiciales en España y Argentina dirigidas a poner fin a la impunidad de crímenes de lesa humanidad cometidos durante el régimen de la dictadura en España (17-07-1936 a 15-06-1977). 
Entre 1997 y 2020 ha dirigido el procedimiento ante el Tribunal Internacional de arbitraje del CIADI cuyo Laudo ha condenado al Estado de Chile a indemnizar a D. Víctor Pey Casado y la Fundación española Presidente Allende, propietarios del Diario El Clarín confiscado en Chile desde el 11 de septiembre de 1973, por actos de denegación de justicia y tratamiento inequitativo cometidos después de 2000.